# 북구 (울산 선거구)
북구는 대한민국의 국회의원 선거구이다. 울산광역시 북구 일대를 관할한다. 현 지역구 국회의원은 진보당의 윤종오이다.

## 역사
1997년 7월, 중구 송정동·효문동·양정동·진장동과 울주구 농소읍·강동면 지역에 북구가 설치되었다. 이에 2000년 대한민국 제16대 국회의원 선거을 앞두고 신설되었다.

## 관할 구역
| 대수      | 관할 구역 |
| --------- | --------- |
| 16대~현재 | 북구 일원 |

## 역대 국회의원
| 선거   | 정당 | 정당         | 의원   |
| ------ | ---- | ------------ | ------ |
| 2000년 |      | 한나라당     | 윤두환 |
| 2004년 |      | 민주노동당   | 조승수 |
| 2005년 |      | 한나라당     | 윤두환 |
| 2008년 |      | 한나라당     | 윤두환 |
| 2009년 |      | 진보신당     | 조승수 |
| 2012년 |      | 새누리당     | 박대동 |
| 2016년 |      | 무소속       | 윤종오 |
| 2018년 |      | 더불어민주당 | 이상헌 |
| 2020년 |      | 더불어민주당 | 이상헌 |
| 2024년 |      | 진보당       | 윤종오 |

## 역대 선거 결과

### 대한민국 제16대 국회의원 선거
|  | 43.03% |

|  | 41.78% |

|  | 9.23% |

|  | 5.94% |

### 대한민국 제17대 국회의원 선거
|  | 46.89% |

|  | 34.38% |

|  | 17.65% |

|  | 1.07% |

### 2005년 대한민국 재보궐선거
|  | 49.08% |

|  | 45.51% |

|  | 5.40% |

### 대한민국 제18대 국회의원 선거
|  | 46.23% |

|  | 31.84% |

|  | 21.02% |

|  | 0.89% |

### 2009년 대한민국 재보궐선거
|  | 49.20% |

|  | 41.38% |

|  | 9.41% |

### 대한민국 제19대 국회의원 선거
|  | 52.37% |

|  | 47.62% |

### 대한민국 제20대 국회의원 선거
|  | 61.49% |

|  | 38.50% |

### 2018년 대한민국 재보궐선거
|  | 48.47% |

|  | 29.20% |

|  | 14.62% |

|  | 5.95% |

|  | 1.06% |

|  | 0.67% |

### 대한민국 제21대 국회의원 선거
|  | 46.34% |

|  | 40.89% |

|  | 9.89% |

|  | 0.95% |

|  | 0.78% |

|  | 0.65% |

|  | 0.47% |

### 대한민국 제22대 국회의원 선거
|  | 55.12% |

|  | 42.88% |

|  | 1.98% |

## 같이 보기
- 대한민국의 국회의원 선거구 목록